# BiM Distribuzione
BiM Distribuzione S.r.l. è una società di distribuzione cinematografica italiana con sede a Roma.

## Storia

Logo alternativo di BiM Distribuzione

La società è stata fondata nel 1983 da Valerio De Paolis. Fin dall'inizio la società si è orientata alla distribuzione di film d'autore. Inizia l'attività distribuendo Jimmy Dean, Jimmy Dean di Robert Altman e Moonlighting di Jerzy Skolimowski, vincitore del premio per la migliore sceneggiatura al Festival di Cannes 1982. 
Da allora il catalogo della BIM si è arricchito distribuendo alcuni dei migliori film prodotti nell'ultimo ventennio con un occhio di riguardo per il regista. E così la BIM ha distribuito nel corso degli anni film di registi importanti quali: Robert Altman, Mike Leigh, Ken Loach, Éric Rohmer, Takeshi Kitano, Ang Lee, Stephen Frears, James Ivory, Pedro Almodóvar, Costa Gavras, Claude Chabrol, Wim Wenders, David Hare, Chen Kaige, Mohsen Makhmalbaf, Zhang Yimou ed altri.
De Paolis riassume così la filosofia della BiM, dopo venticinque anni di attività: «Un cinema di pensiero, divulgativo e che affronta temi sociali e parla della realtà. Un cinema spesso non facile ma che è l'unico che pensiamo valga la pena di fare».
Nel 2007 la società tedesca Wild Bunch entra con una quota minoritaria nella BiM. Nel corso degli anni la Wild Bunch rileva progressivamente la società, nel luglio del 2014 Valerio De Paolis la cede definitivamente; il suo posto viene preso da Antonio Medici.

## Film distribuiti
Alcuni dei film distribuiti che hanno ricevuto maggiori riconoscimenti internazionali comprendono:
- Camera con vista, diretto da James Ivory, vincitore di 2 premi Oscar nel 1987.
- La storia di Qiu Ju, diretto da Zhang Yimou vincitore del Leone d'Oro alla 49ª Mostra internazionale d'arte cinematografica di Venezia.
- Addio mia concubina, diretto da Chen Kaige, Palma d'oro al Festival di Cannes 1993.
- Vivere!, diretto da Zhang Yimou, Grand Prix Speciale della Giuria al 47º Festival di Cannes.
- Cyclo, diretto da Tran Anh Hung, Leone d'Oro alla 52ª Mostra internazionale d'arte cinematografica di Venezia.
- Segreti e bugie, diretto da Mike Leigh, Palma d'oro al Festival di Cannes 1996.
- Lulu on the Bridge, diretto da Paul Auster, presentato al Festival di Cannes 1998.
- La tigre e il dragone, diretto da Ang Lee, vincitore di 4 premi Oscar nel 2000.
- Il favoloso mondo di Amélie di Jean-Pierre Jeunet nel 2000.
- Elephant di Gus Van Sant, Palma d'oro al Festival di Cannes 2003.
- Le invasioni barbariche di Denys Arcand, premio Oscar per il miglior film straniero 2004.
- Fahrenheit 9/11 di Michael Moore, vincitore della Palma d'oro al Festival di Cannes 2004.
- La sposa turca di Fatih Akın, Orso d'Oro al Festival di Berlino 2004.
- Il segreto di Vera Drake di Mike Leigh, vincitore del Mostra del Cinema di Venezia 2004.
- L'Enfant - Una storia d'amore di Jean-Pierre e Luc Dardenne, vincitore della Palma d'oro al Festival di Cannes 2005.
- I segreti di Brokeback Mountain di Ang Lee, vincitore di 3 premi Oscar nel 2006.
- Il vento che accarezza l'erba di Ken Loach, vincitore della Palma d'oro al Festival di Cannes 2006.
- Inland Empire - L'impero della mente, presentato fuori concorso al Festival di Venezia nel 2006 in occasione dell'assegnazione del Leone d'Oro alla carriera al regista David Lynch.
- Into the Wild - Nelle terre selvagge di Sean Penn, vincitore di svariati premi presentato in anteprima alla Festa del cinema di Roma nel 2007.
- Milk di Gus Van Sant, vincitore di svariati premi
- Motel Woodstock di Ang Lee
- Il mio amico Eric di Ken Loach, premio della Giuria Ecumenica al Festival di Cannes 2009.
- Uomini che odiano le donne (2009)
- La ragazza che giocava con il fuoco (2009)
- La regina dei castelli di carta (2009)
- Soul Kitchen di Fatih Akın, premio Leone d'argento - Gran premio della giuria.
- Il concerto di Radu Mihăileanu
- Il profeta di Jacques Audiard
- Il piccolo Nicolas e i suoi genitori di Laurent Tirard
- Draquila - L'Italia che trema di Sabina Guzzanti
- Il tempo che ci rimane (The Time That Remains), regia di Elia Suleiman
- Niente Paura di Piergiorgio Gay
- Hai paura del buio di Massimo Coppola
- Piranha 3D di Alexandre Aja
- Melancholia di Lars Von Trier
- The Iron Lady di Phyllida Lloyd
- Spring Breakers - Una vacanza da sballo (Spring Breakers) di Harmony Korine
- Two Mothers (Adore), regia di Anne Fontaine
- Diana - La storia segreta di Lady D di Oliver Hirschbiegel
- C'era una volta a New York (The Immigrant) di James Gray
- Closed Circuit di John Crowley
- I segreti di Osage County (August: Osage County) di John Wells
- Lei (Her) di Spike Jonze
- We Are the Best! (Vi är bäst!) di Lukas Moodysson
- Tracks - Attraverso il deserto (Tracks), regia di John Curran
- Due giorni, una notte (Deux jours, une nuit), regia di Jean-Pierre e Luc Dardenne (2014).
- Welcome to New York, regia di Abel Ferrara (2014).
- Under the Skin, regia di Jonathan Glazer (2014).
- La trattativa, regia di Sabina Guzzanti (2014).
- Tre cuori (3 cœurs)(2014) regia di Benoît Jacquot.
- Life, regia di Anton Corbijn (2015).
- Snowden, regia di Oliver Stone (2015).
- Suffragette, regia di Sarah Gavron (2015).
- Dheepan - Una nuova vita (Dheepan), regia di Jacques Audiard (2015).
- Il caso Spotlight (Spotlight), regia di Tom McCarthy (2015).
- Mademoiselle C, regia di Fabien Constant.
- Un padre, una figlia (Bacalaureat), regia di Cristian Mungiu (2016).
- Blood Father, regia di Jean-François Richet (2016).
- Ogni tuo respiro (Breathe), regia di Andy Serkis (2017).
- Una notte di 12 anni (La noche de 12 años), regia di Álvaro Brechner (2018)
- L'età giovane (Le jeune Ahmed), regia di Jean-Pierre e Luc Dardenne (2019)
- Criminali come noi (La Odisea de los Giles), regia di Sebastián Borensztein (2019)
- Gamberetti per tutti (Les crevettes pailletées), regia di Cédric Le Gallo e Maxime Govare (2019)
- The Duke, regia di Roger Michell (2020)
- The Nest - L'inganno (The Nest), regia di Sean Durkin (2020)
- The Father, regia di Florian Zeller (2020)
- The Mauritanian, regia di Kevin Macdonald (2021)
- L'uomo dei ghiacci - The Ice Road (The Ice Road), regia di Jonathan Hensleigh (2021)
- Il profumo dell'erba selvatica (Wild Mountain Thyme), regia di John Patrick Shanley (2020)
- Gli Stati Uniti contro Billie Holiday (The United States vs. Billie Holiday) (2021)
- Hit Man - Killer per caso (Hit Man), regia di Richard Linklater (2023)
- In viaggio con mio figlio (Ezra), regia di Tony Goldwyn (2023)
- Le Déluge - Gli ultimi giorni di Maria Antonietta, regia di Gianluca Jodice (2024)